# Fort Qu’Appelle
Fort Qu’Appelle ist eine Stadt im Süden der kanadischen Provinz Saskatchewan. Sie liegt ca. 70 km nordöstlich der Provinzhauptstadt Regina. Ihre Nachbarstädte sind Echo und Mission Lakes im namengebenden Qu’Appelle Valley. In der Nähe liegt auch der Ort Qu’Appelle, der sich allerdings von der Stadt Fort Qu’Appelle unterscheidet. Sie wurde als Handelsposten der Hudson’s Bay Company 1864 gegründet. Fort Qu’Appelle hat knapp 2000 Einwohner. Der 1897 errichtete Laden der Hudson’s Bay Company, der 1911 entstandene Bahnhof der Grand Trunk Pacific Railway, das Fort San, ein Sanatorium und das Treaty 4 Governance Centre sind prägend für das Stadtbild.

## Demographie
Nachfolgend die Einwohnerentwicklung gemäß dem alle fünf Jahre stattfindenden Zensus:

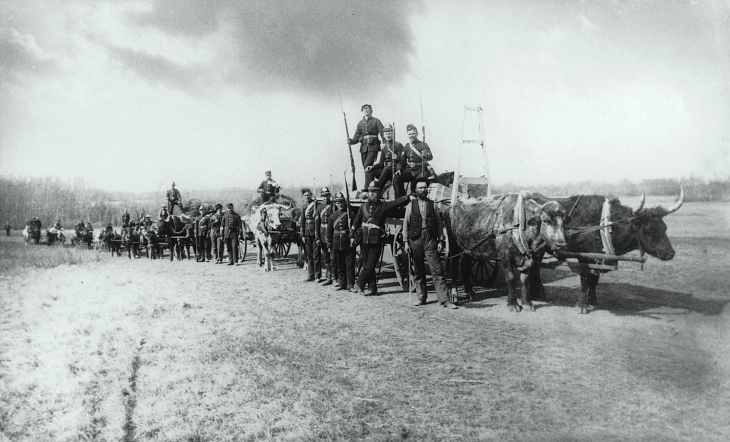
Troops on the march, North West Rebellion, Qu’Appelle Valley, 1885

| Jahr          | 1996  | 2001  | 2006  | 2011  | 2016  |
| Einwohnerzahl | 1997  | 1940  | 1919  | 2034  | 1920  |
| Quelle        | [ 1 ] | [ 2 ] | [ 3 ] | [ 4 ] | [ 5 ] |

## Ursprünge und frühe Geschichte
Vor Gründung des Ortes Fort Qu’Appelle gab es bereits zwei Forts mit diesem Namen. Das erste war ein Handelsposten der North West Company, der von 1801 bis 1805 existierte, er befand sich in einem Tal an der Grenze zwischen Manitoba und Saskatchewan. Die Hudson’s Bay Company hatte in der Zeit zwischen 1813 und 1819 einen gleichnamigen Posten nördlich von Whitewood (ca. 174 km östlich von Regina gelegen). Der Name „Qu’Appelle“ kommt aus dem Französischen für ‚der ruft‘ und beruht auf dem Namen, den die Cree bereits benutzten, kah-tep-was (‚der Fluss, der ruft‘). Es gibt verschiedene Varianten, woher dieser Name stammt, die populärste Version beruht auf einer Legende von zwei unglücklich Verliebten.
Von 1852 bis 1854 gab es am Rande der jetzigen Stadt einen Pelzhandelsposten der Hudson’s Bay Company. 1864 wurde der Posten wiederbelebt, er bestand bis 1911. Eine anglikanische Mission, deren Kirche „St. John the Evangelist“ noch heute besteht, wurde 1886 gegründet.

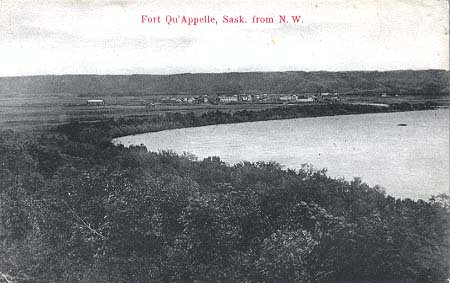
Nordwestlich von Fort Qu’Appelle mit Ostufer des Echo Lake, circa 1905

 Nach Abschluss eines Vertrags mit den Stämmen der Cree und Salteaux wurde ein Posten der North-West Mounted Police, der heutigen Royal Canadian Mounted Police (RCMP), errichtet, der noch bis heute existiert.
Ein wesentlicher Wandel von Fort Qu’Appelle begann, als erste landwirtschaftliche Betriebe in den 1880er Jahren gegründet wurden. Die Landwirte benötigten ein nah gelegenes Zentrum für den Verkauf ihres Getreides und anderer Produkte sowie für den Kauf von Maschinen und Hilfsmitteln. Man baute Schulen und Kirchen, in denen sich das soziale Leben entwickelte. Im Laufe der Zeit wurde ein Rückgang der Landwirtschaft beobachtet, der sich in den 1970er Jahren verstärkte; zahlreiche Farmer vollzogen den Umzug in die Stadt, um dort ihren Lebensabend zu verbringen.

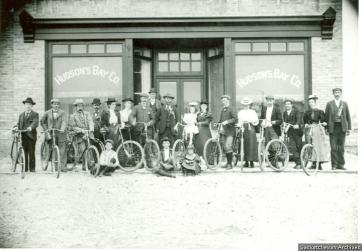
Die Radfahrervereinigung von Fort Qu’Appelle vor dem Laden der Hudson’s Bay Company, 1898

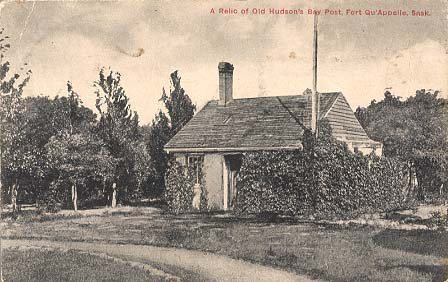
Der Handelsposten der Hudson’s Bay Company vor 1914, heute als Museum genutzt

Die Stadt grenzt direkt an den ursprünglichen Handelsposten der Hudson’s Bay Company an, der als historische Stätte erhalten ist und in dem sich heute ein Museum befindet. Der Handelsstützpunkt der HBC wurde 1864 gebaut, als sich die Aktivitäten des Unternehmens noch weitgehend auf den Pelzhandel mit indigenen Bewohnern beschränkten. Das Gebäude wurde 1953 aufgrund seiner damaligen Bedeutung in das Register der „Canada Historic Places“ aufgenommen.
Nach der Besiedlung durch europäische Landwirte in den 1880er Jahren wurde ein Postamt gegründet. Die HBC baute 1897 ein Ladengeschäft in der Broadway Street und ersetzte den ursprünglichen Handelsposten, er blieb im Besitz der HBC, wurde jedoch nicht mehr genutzt. Der Pelzhandel nahm ab, aber es kamen immer mehr Farmer zum Einkaufen in die Stadt.

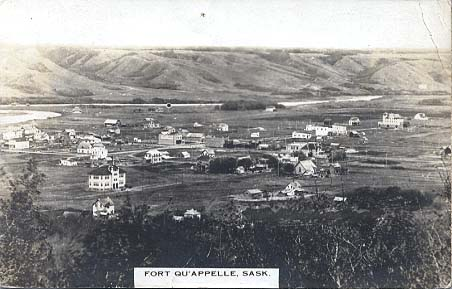
Fort Qu’Appelle, circa 1910.

Bezüglich des Stadtnamens gab es eine Rivalität zwischen der heutigen Stadt und dem ehemals bedeutenden regionalen Zentrum, das den Namen Qu’Appelle trägt. Die Angelegenheit wurde 1911 gelöst, indem man den damaligen CPR-Bahnhof als Qu’Appelle und die Stadt im Tal als Fort Qu’Appelle benannt hat.

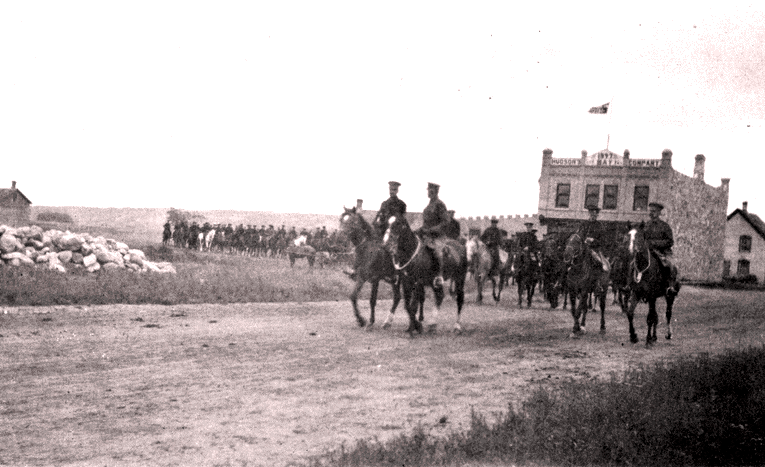
Polizeiparade vor der Hudson’s Bay Company

Eine Reihe von Handelsposten im Qu’Appelle-Tal wurden Fort Qu’Appelle genannt. In der Nähe von Fort Espérance hatten sowohl die Hudson’s Bay Company als auch die North West Company zeitweise Handelsposten, die alle Fort Qu’Appelle genannt wurden. (Die Hudson’s Bay Company und die North West Company fusionierten 1821.) Von 1855 bis 1864 hatte die Hudson’s Bay Company ein Fort Qu’Appelle etwas südlich von McLean. Es war ein Außenposten von Fort Ellice, dort wurde hauptsächlich Pemmikan gehandelt. Im Jahr 1864 wurde es an den heutigen Standort von Fort Qu’Appelle verlegt.

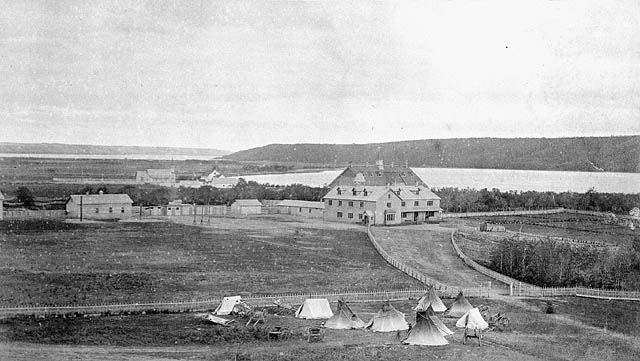
Die Qu’Appelle Indian Industrial School bei Lebret.

1883 wurden drei Internate für Jugendliche der First Nations gegründet; eines auf der Südseite des Mission Lakes gegenüber von Lebret, das auf der nördlichen Seite des Sees liegt, sowie je eines in Battleford und in High River.

## Entwicklung

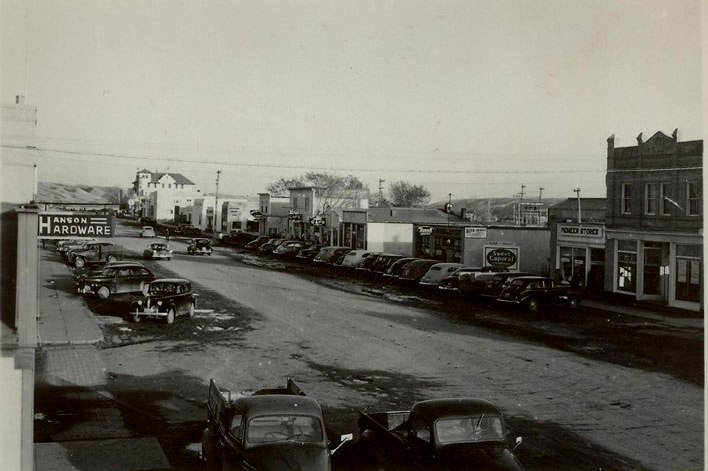
Fort Qu’Appelle Broadway Street um 1948

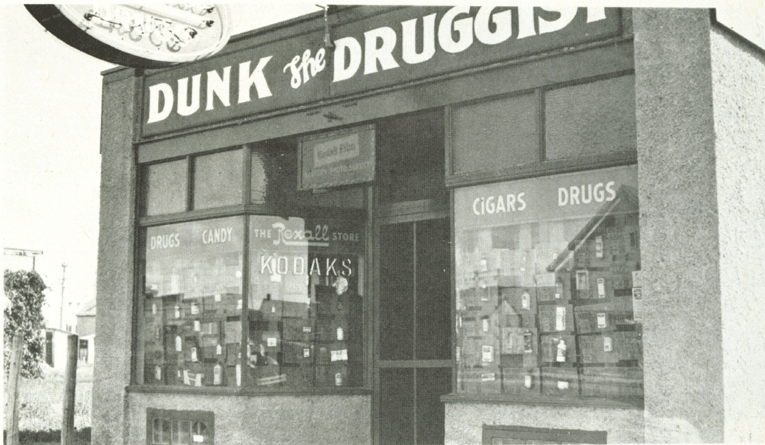
Der Drugstore in Fort Qu’Appelle

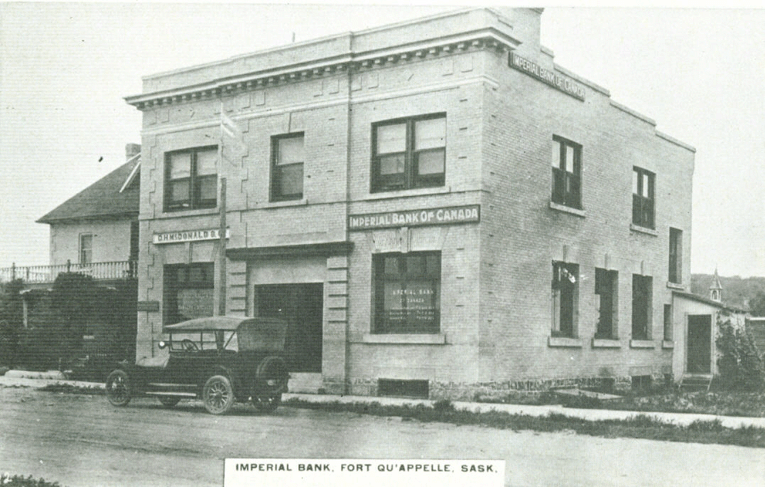
Die Bank in Fort Qu’Appelle. Das Gebäude wird heute als Town Office und Handelskammer genutzt.

Das Wachstum der Stadt, das nicht auf dem Status als Handelsposten der Hudson’s Bay Company beruhte, fand erstmals in den 1880er und 1890er Jahren statt. Europäische Siedler kamen in die Region, erster Höhepunkt war 1880, als auch ein Postamt eröffnet wurde. Obwohl das Hauptquartier der North-West Mounted Police, der Vorgängerin der Royal Canadian Mounted Police (RCMP), in Regina errichtet wurde, nachdem es 1882 zur Hauptstadt der North-West Territories ernannt worden war, blieb die Polizeiwache am westlichen Ende der Stadt Fort Qu’Appelle bedeutend für die ganze Region. Die Bedeutung der Wache stieg auch weiterhin während der Weltwirtschaftskrise und während des Zweiten Weltkriegs.
Die älteren Gebäude und Geschäftsräume zusammen mit den anglikanischen und Unierten (ehemals presbyterianischen) Kirchen der Stadt sind typisch für das Britische Empire zum Ende des 19. Jahrhunderts. 1913 wurde eine Fischzucht gebaut und 1917 öffnete das Tuberkulosesanatorium (Fort San).

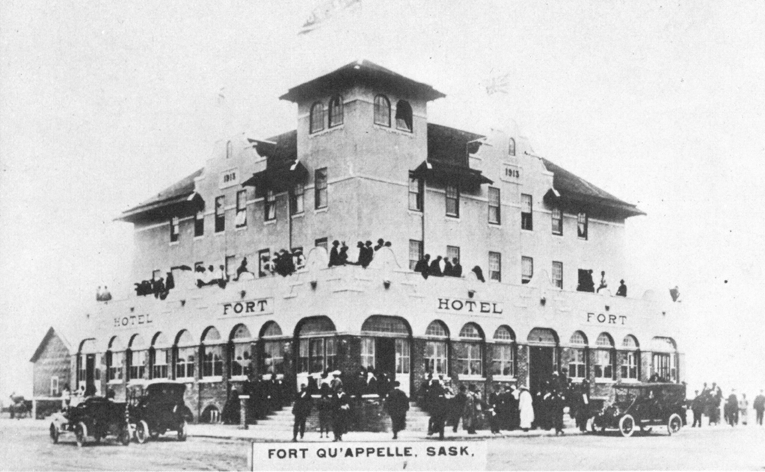
Fort Hotel in den 1920ern, es wurde in den 1960er Jahren durch ein Feuer zerstört

Die Handelsgeschäfte wuchsen, da sie nicht nur zur Versorgung der Stadtbevölkerung dienten, sondern auch für die Bewohner des Umlands. Das Hotel hatte einen gut besuchten Pub mit einem immer gefüllten Parkplatz davor. Am Rande der Stadt am Highway 35 befand sich ein Autokino, das jedoch aufgrund immer weiter verbreiteter Fernseher in den 1960er Jahren wieder geschlossen wurde.
Mit dem allgemeinen Rückgang der ländlichen Bevölkerung in Saskatchewan nach dem Zweiten Weltkrieg wuchs die Stadt weiter, sie profitierte von der Landflucht. Darüber hinaus wurden zahlreiche Ferienhäuser gebaut, die den Einwohnern von Regina als Erholungsmöglichkeit dienten. Fort Qu’Appelle war aufgrund der Landschaft beliebt als Erholungsort und ein guter Ausgangspunkt für viele Freizeitaktivitäten.

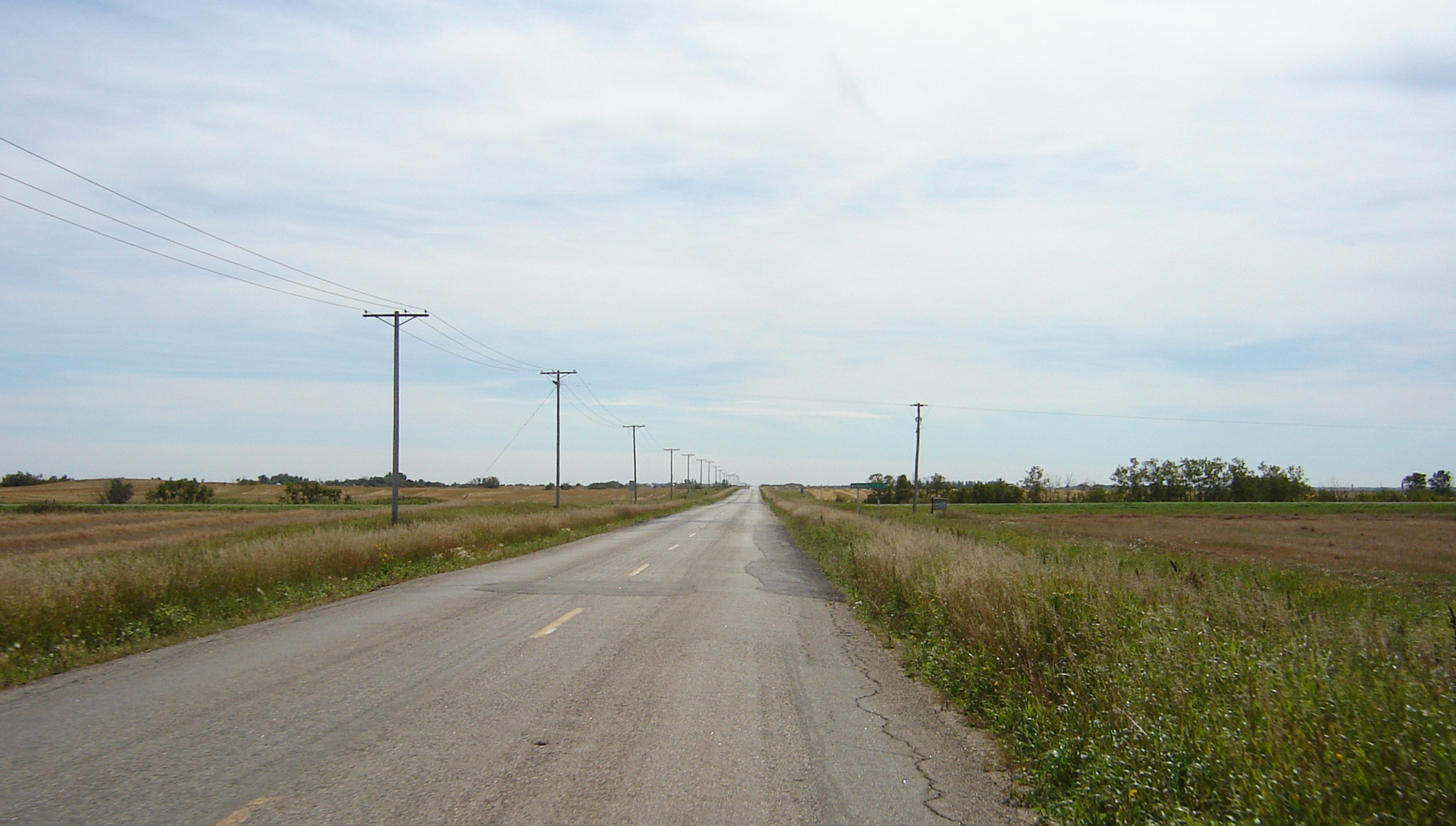
Highway 35 zwischen Qu’Appelle und Fort Qu’Appelle

Diese Entwicklung wurde in den frühen 1960er Jahren beschleunigt, als der Highway 35 Fort Qu’Appelle erreicht hat. Er zweigte in der Stadt Qu’Appelle vom Trans-Canada Highway. Der ältere Highway wurde durch den Bau von Highway 10 ergänzt, der bereits in Balgonie vom Trans-Canada Highway abzweigte und einen direkten Weg ins Tal bot.

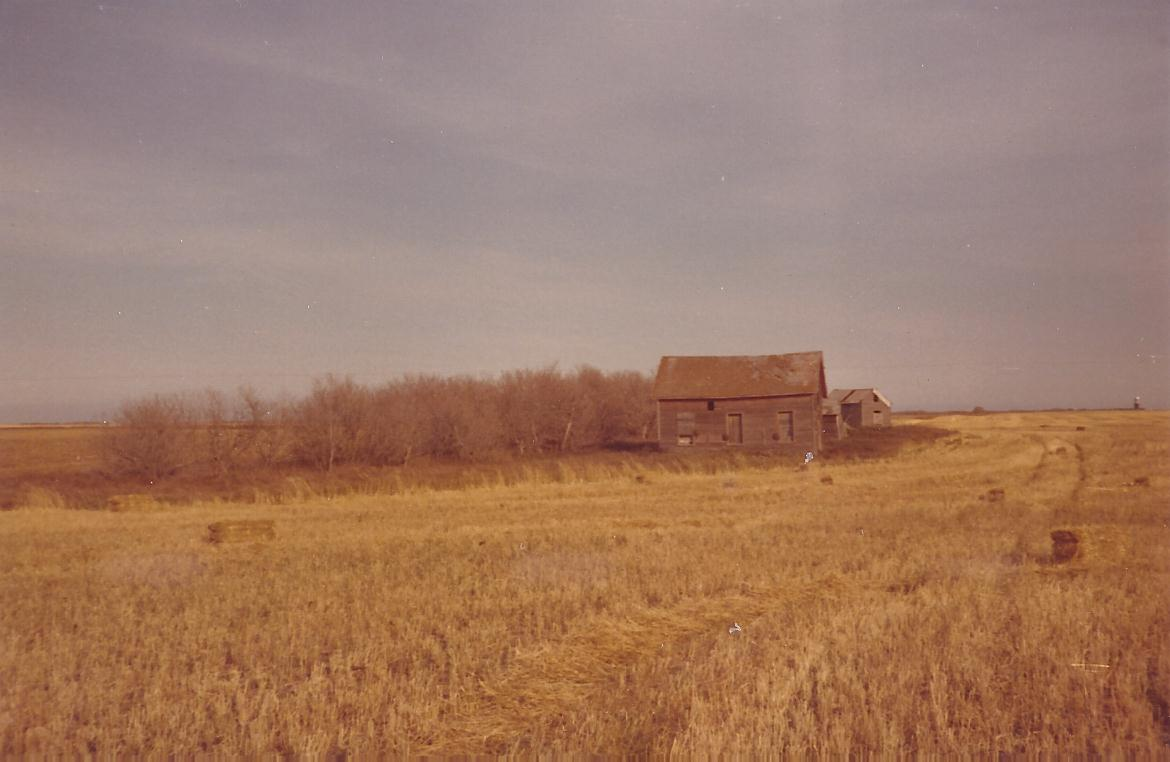
Aufnahme aus den 1970er Jahren des Schulgebäudes aus dem 19. Jahrhundert

Die Stadt selbst ist heute ein Einkaufs-, Dienstleistungs- und Verwaltungszentrum, das den umliegenden Gemeinden, benachbarten Feriendörfern, Wochenendgästen und Sommerurlaubern dient. Viele traditionelle Seesommerhäuser werden ganzjährig genutzt, da der Wintersport an Bedeutung gewinnt.

## Historische und aktuelle medizinische Einrichtungen

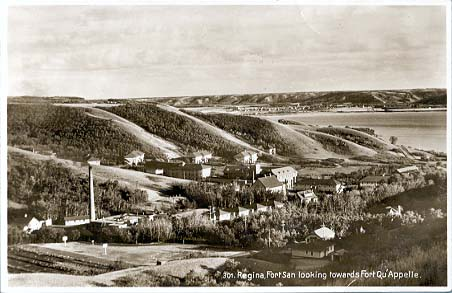
Fort San, Ansicht aus den 1920er Jahren

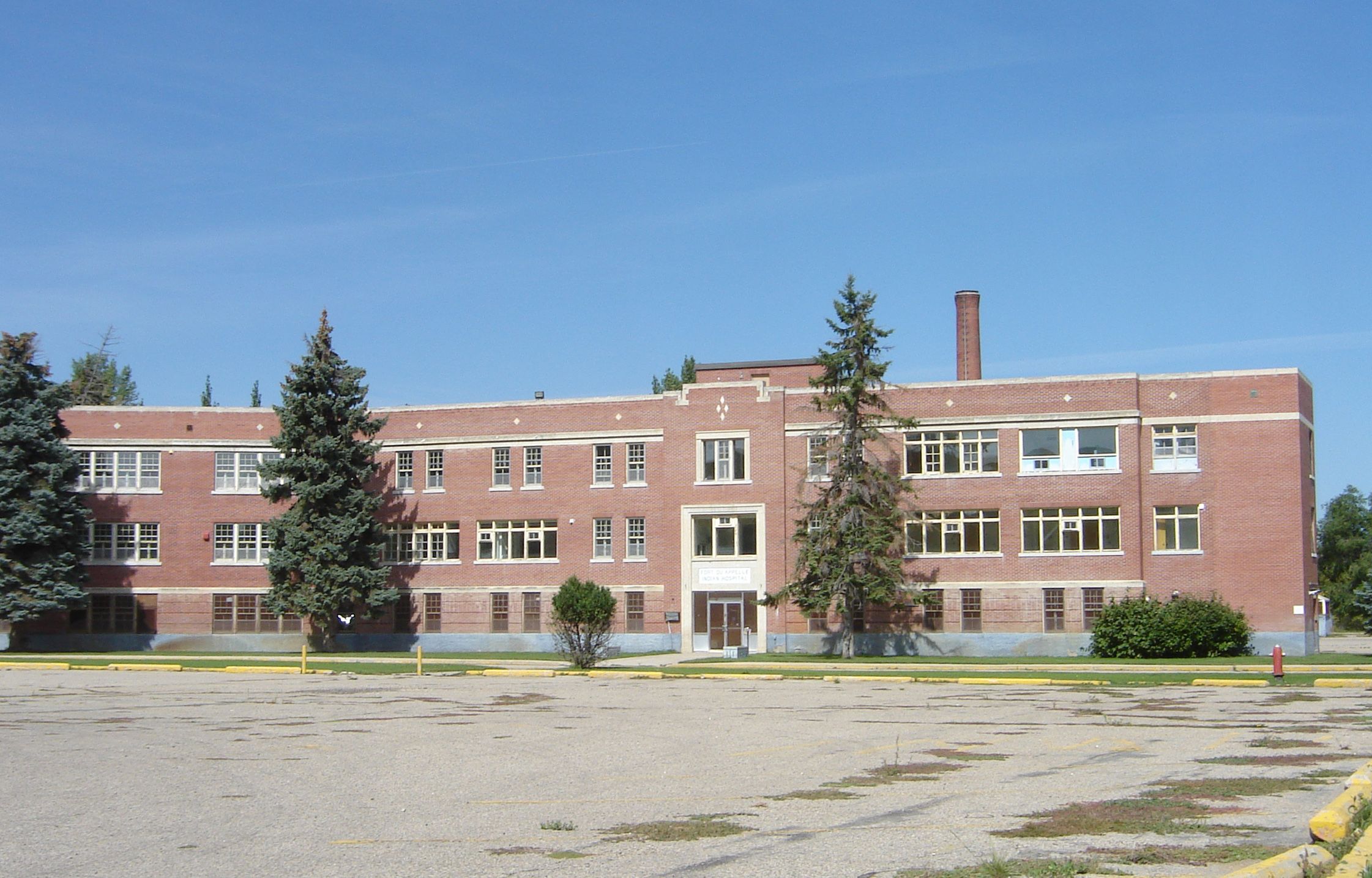
The frühere Indian Hospital

Dr. Maurice Macdonald Seymour, war Arzt und Commissioner für die öffentliche Gesundheit in der Frühzeit der Northwest Territories. Er gründete die Antituberkuloseliga, die das Sanatorium in Fort Qu’Appelle baute.
Das Tuberkulosesanatorium wurde von der Provinzregierung betrieben, es eröffnete 1917 unter der Leitung von R. G. Ferguson im nahegelegenen Fort San. Als die Tuberkulose weitestgehend besiegt wurde, wurde die Klinik in ein Kunstzentrum umgewandelt.
Das frühere Fort Qu’Appelle Indian Hospital wurde 2004 durch das All Nations Healing Hospital ersetzt. Das Krankenhaus ist das erste in Kanada, das von den First Nations gegründet und betrieben wurde.

## Erziehung

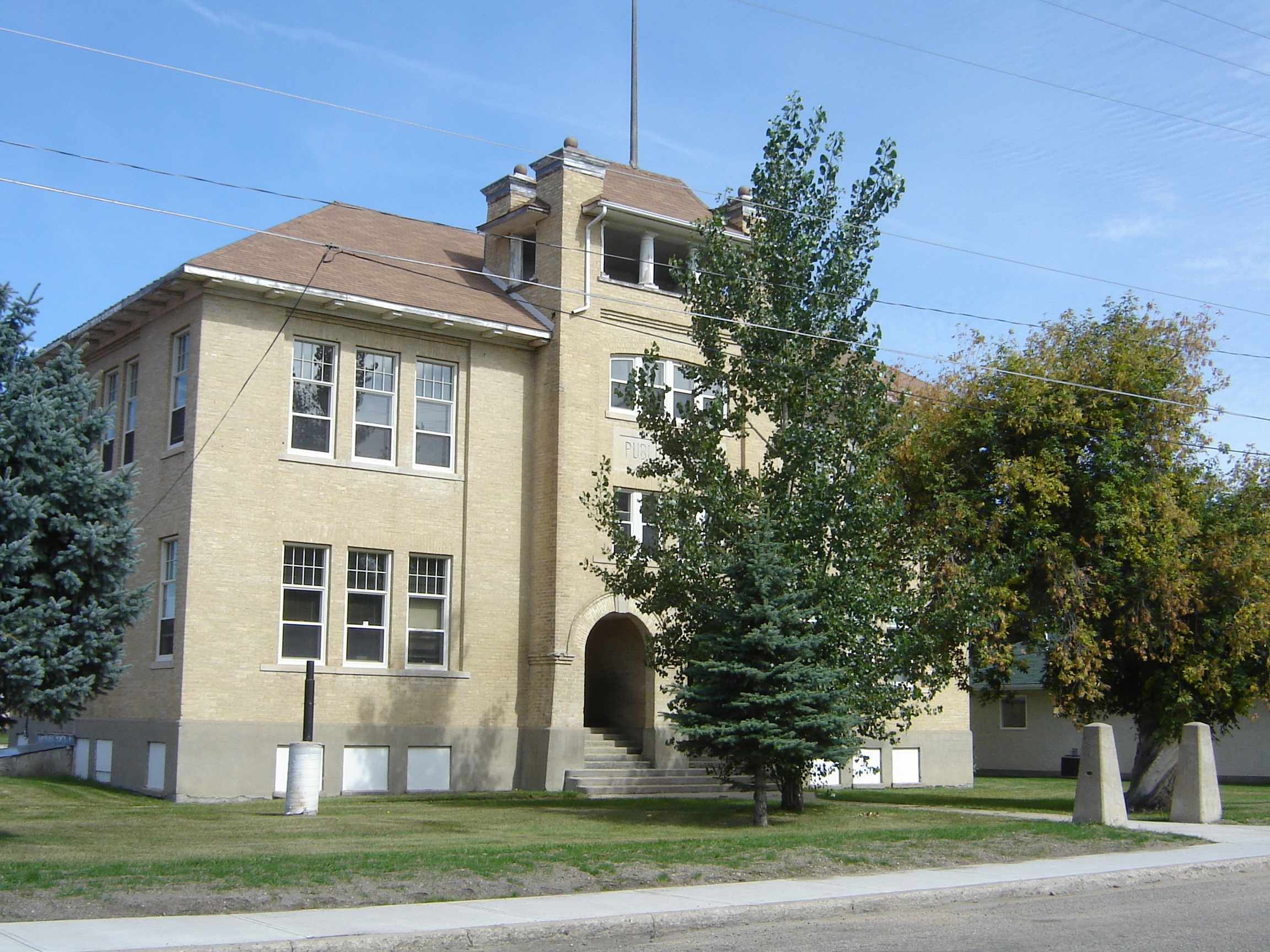
Die öffentliche Central School (erbaut um 1911)

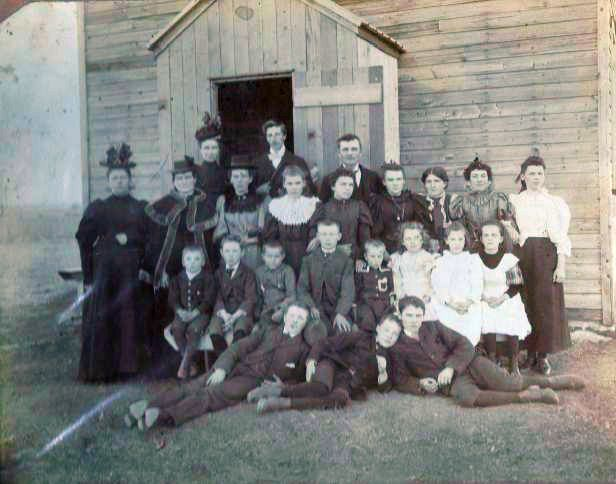
Gebäude der Springbrook School

Die Stadt hat eine High School, die Bert Fox Community High School, und eine Grundschule, die Fort Qu’Appelle Elementary Community School. Die ehemalige Zentralschule, die 1911 erbaut wurde, wurde in das Kunstzentrum Qu’Appelle Valley umgewandelt. Das Parklands College befindet sich im Treaty 4 Governance Center. Der Schulbetrieb in Fort Qu’Appelle wurde unmittelbar nach Ende des Schuljahres 1962–63 stark ausgeweitet. Nahegelegene ländliche Schulen, die Schüler vom Kindergarten bis zur 12. Klasse hatten, wurden geschlossen und die Schüler wurden daraufhin zur Schule nach Fort Qu’Appelle gefahren. In den folgenden Jahrzehnten nahm die Schülerzahl vom Lande stark ab, da es auf dem Land zu einem Bevölkerungsrückgang kam.
Zwischen 1967 und 1991 war das geschlossene Tuberkulosesanatorium in Fort San Schauplatz der Summer School of Arts in Saskatchewan mit Tanz, Musik, bildender Kunst, Schrift und Theater. Dies zog sehr viele Besucher nach Fort San, diese besuchten aber auch Fort Qu’Appelle und Lebret, in dessen römisch-katholische Kirche liturgische Musik aufgeführt wurde. Die Schule der Künste wurde jedoch geschlossen, da die Finanzierung durch die Provinzregierung gestrichen wurde.

## Kirchen

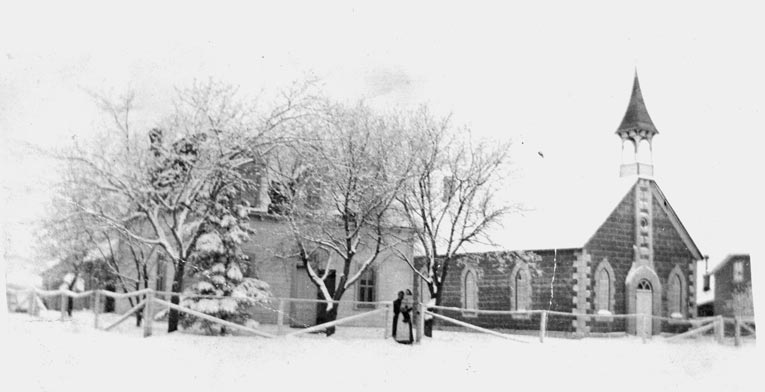
St Andrew’s, die presbyterianische Kirche (Uniert seit 1925), Aufnahme vor 1914

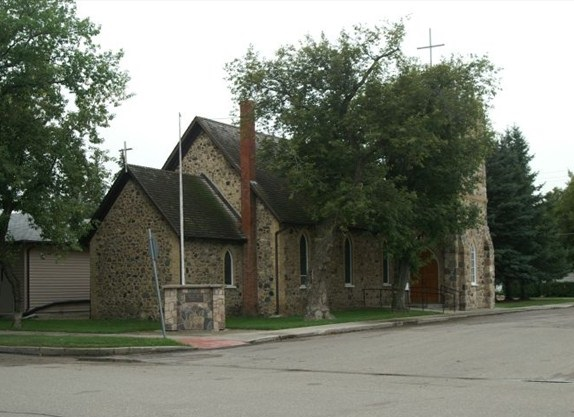
St. John the Evangelist, die Anglikanische Kirche

Kirchen mit einer – nach lokalen Maßstäben langen – Geschichte sind die römisch-katholische Kirche von Lebret, die Sacred Heart Church, die anglikanische Kirche St. John the Evangelist, die auf die erste Mission der Church of England von 1854 zurückgeht, und die St. Andrew’s United Church (presbyterianisch bis Mitte 1925). Wie in vielen anderen Gemeinden ist der Kirchgang in allen traditionellen Konfessionen deutlich zurückgegangen.

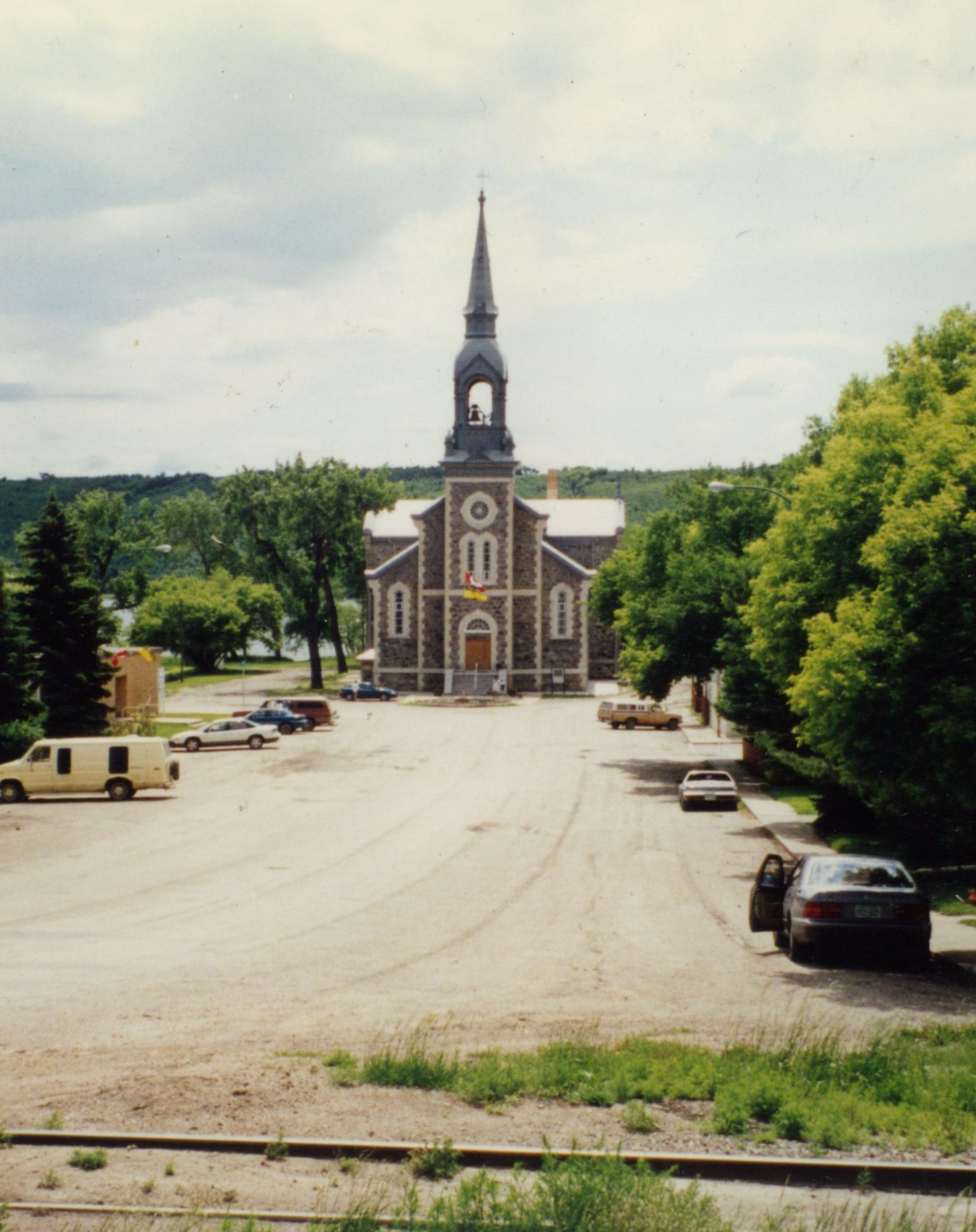
Sacred Heart, die katholische Kirche in Lebret

Die historischen Kirchbauten werden ergänzt durch die römisch-katholische Kirche „Our Lady of Sorrows“ und die „Our Saviour Church“, eine Kirche des evangelisch-lutherischen Bekenntnisses. Darüber hinaus haben die Zeugen Jehovas noch einen Königreichssaal.

## Wetter und Klima
Das Klima in Fort Qu’Appelle hat ein semi-arides Hochlandklima mit trockenen Wintern und kühlen Sommern, nach Köppen wird es mit BSk eingestuft. Die Winter können unangenehm kalt werden, jedoch wehen auch warme und trockene Chinookwinde vom Pazifik her in die Stadt und sorgen für Wärme in den Wintermonaten, da sie binnen Stunden die Temperatur auf 15° C ansteigen lassen können.
In Fort Qu’Appelle gibt es Temperaturen der Extreme, sie schwanken zwischen der Rekordtemperatur von −47,2° C im Januar 2016 und einem Höchstwert von 44,4° C im Juli 1937. Die nächstgelegenen offiziellen Wetterstationen befinden sich in Qu’Appelle und Lipton.
Aufgrund der relativen Trockenheit in Fort Qu’Appelle können die Sommerabende sehr kühl sein, die Minimaltemperaturen können auf 10° C fallen, das Klima in Fort Qu’Apelle ist vergleichbar mit anderen Städten in den Great Plains und kanadischen Prärien. Dürren sind nicht ungewöhnlich; durchschnittlich fallen 455,4 mm Niederschläge pro Jahr, davon 113 mm als Schnee.
|                        | Jan   | Feb   | Mär   | Apr  | Mai  | Jun  | Jul  | Aug  | Sep  | Okt  | Nov  | Dez   |   |       |
| Mittl. Temperatur (°C) | −22,3 | −12,6 | −7,8  | 4,4  | 11,9 | 16,3 | 17,0 | 18,9 | 12,6 | 5,7  | −4,3 | −16,2 | ⌀ | 2     |
| Mittl. Tagesmax. (°C)  | −18,3 | −7,4  | −1,8  | 10,1 | 19,3 | 21,6 | 22,3 | 27,5 | 18,4 | 10,7 | −0,1 | −10,7 | ⌀ | 7,7   |
| Mittl. Tagesmin. (°C)  | −26,2 | −17,7 | −13,8 | −1,3 | 4,5  | 10,9 | 11,6 | 10,3 | 6,7  | 0,6  | −8,4 | −21,7 | ⌀ | −3,7  |
|                        |       |       |       |      |      |      |      |      |      |      |      |       |   |       |
| Niederschlag (mm)      | 30,5  | 7,6   | 25,4  | 19,6 | 10,2 | 96,5 | 37,6 | 20,3 | 8,9  | 43,2 | 6,9  | 11,4  | Σ | 318,1 |

| −26,2 |

| −17,7 |

| −13,8 |

| −1,3 |

| 4,5 |

| 10,9 |

| 11,6 |

| 10,3 |

| 6,7 |

| 0,6 |

| −8,4 |

| −21,7 |

| −26,2 |

| −17,7 |

| −13,8 |

| −1,3 |

| 4,5 |

| 10,9 |

| 11,6 |

| 10,3 |

| 6,7 |

| 0,6 |

| −8,4 |

| −21,7 |

| N i e d e r s c h l a g | 30,5 | 7,6 | 25,4 | 19,6 | 10,2 | 96,5 | 37,6 | 20,3 | 8,9 | 43,2 | 6,9 | 11,4 |
|                         | Jan  | Feb | Mär  | Apr  | Mai  | Jun  | Jul  | Aug  | Sep | Okt  | Nov | Dez  |

## Verkehr

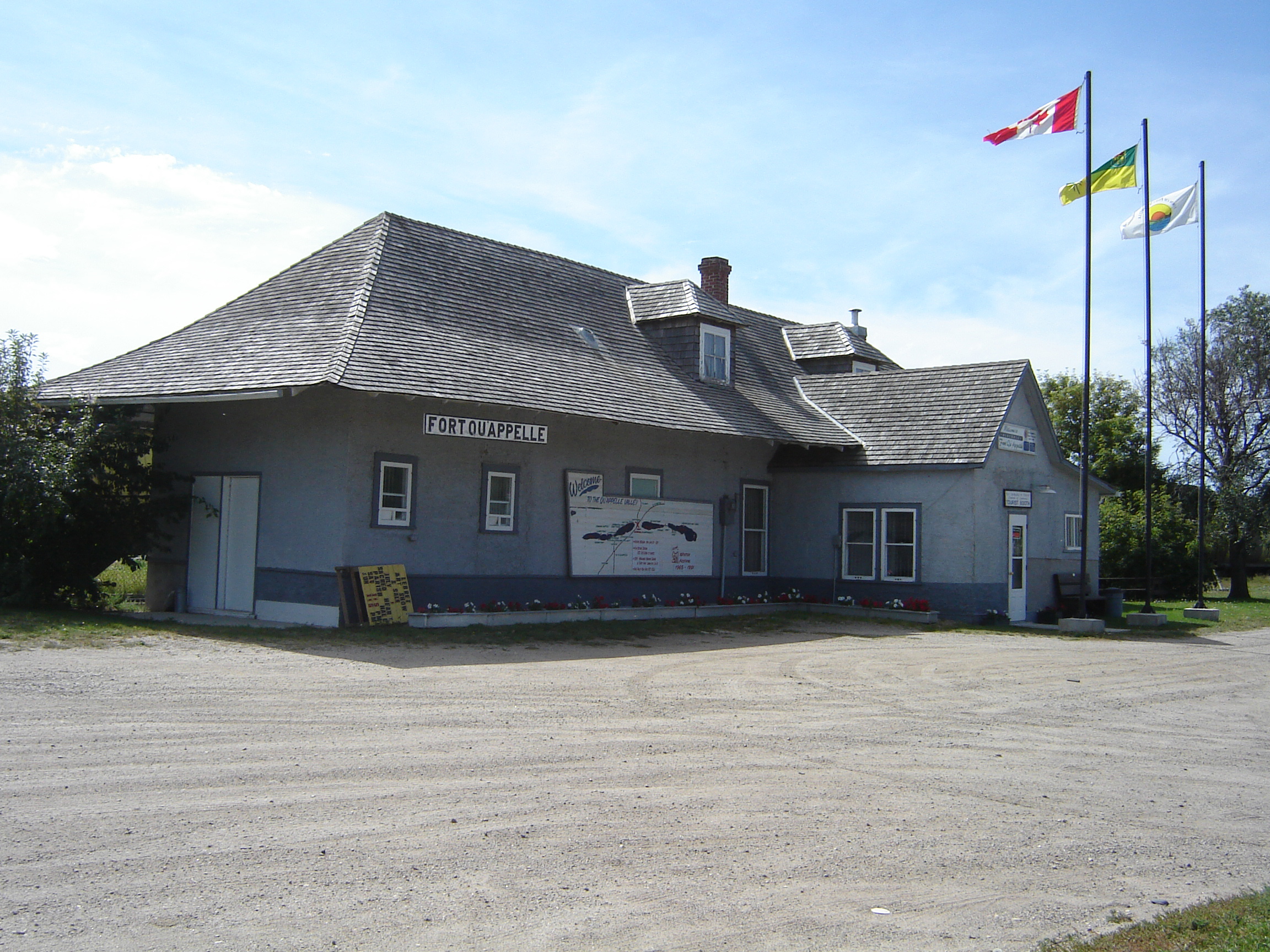
Bahnhof von Fort Qu’Appelle

Ursprünglich war Fort Qu’Appelle an das Schienennetz der Grand Trunk Pacific Railway angeschlossen, die später in der Canadian National Railway aufging. Es wurden jedoch nach 1945 viele Strecken geschlossen, so dass auch 1978 der Passagierverkehr nach Fort Qu’Appelle aufgegeben wurde.
In Fort Qu’Appelle treffen die Highways 10, 22, 35 und 56 aufeinander.

## Sport
Der Mission Ridge Ski Hill, der südlich der Stadt bei Treaty 4 Grounds liegt, hat im Winter geöffnet und wird von Skifahrern aus der Region und Umgebung bis hin nach Regina besucht. Im Sommer findet dort ein Country-/Rockmusikfestival statt.
2007 fand in Fort Qu’Appelle der Keystone Cup statt, eine Jugendmeisterschaft im Eishockey für das westliche Kanada.
Hockey: Das Fort Qu’Appelle Senior C Team gewann 1957 die Jack Abbott Memorial Trophy, 2004 gewann die Frauenmannschaft der Fort Qu’Appelle Flyers die Provinzmeisterschaft. 2004 und 2005 siegte das Falcons Midge A Team im Harold Jones Cup.
Glen Burdon, der in verschiedenen Mannschaften der National Hockey League und der World Hockey Association spielte, startete seine Laufbahn in der Saison 1970–71 bei den Fort Qu’Appelle Silver Foxes
Der Fort Qu’Appelle Curling Club wurde 1894 gegründet. Das Team der Fort Qu’Appelle Sioux Indians spielen in der Southern Baseball League.

## Tourismus und Erholung

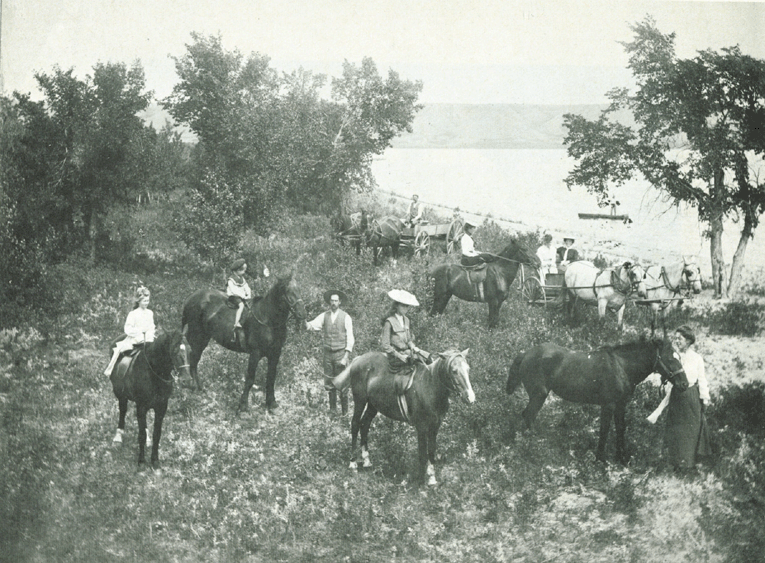
Ausflug zu Pferd (ca. 1904)

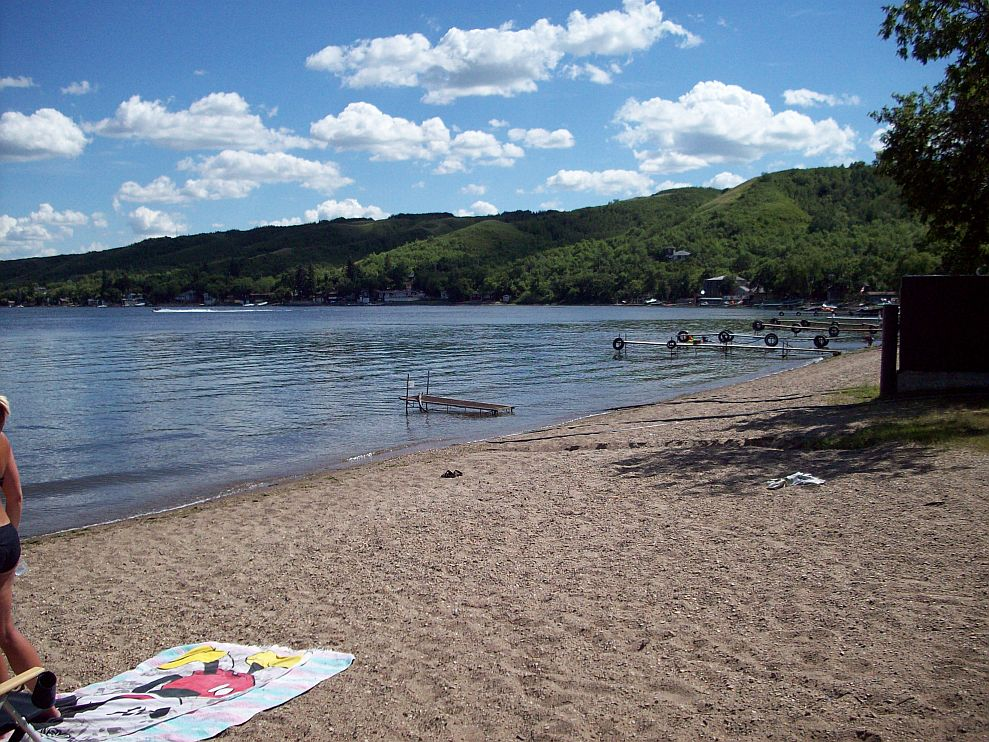
B-Say-Tah Point auf halber Strecke zwischen Echo Lake und Fort Qu’Appelle

Fort Qu’Appelle und das nahegelegene Qu’Appelle-Tal boten Erholungsmöglichkeiten von Anfang an, sowohl im Sommer als auch im Winter kamen Touristen, dies wurde schon in der Zeit vor dem Ersten Weltkrieg berichtet. Der See bietet die Gelegenheit zu Schwimmen, zum Bootfahren sowie andere Wasseraktivitäten. Auch im Winter wird der See touristisch genutzt, es gibt die Gelegenheit, Langlauf zu betreiben, Schneemobile zu mieten oder auch zu Eisfischen. Der Echo Valley Provincial Park befindet sich zwischen dem Echo Lake und dem Pasqua Lake. Dort gibt es ein Campingplatz, der diverse Wasseraktivitäten anbietet.
Das bekannteste touristische Event ist das „Treaty 4 Gathering“. Es erinnert an die Unterzeichnung eines Vertrags mit den Native Indians. Die Veranstaltung findet im September statt, zahlreiche Powwows werden in dieser Woche abgehalten.
Im Winter gibt es die Möglichkeit zum Wintersport, der Mission Ridge Ski Hill zieht auch Besucher aus Regina an.

## Persönlichkeiten
- Walter Deiter (Peepeekisis First Nation): indianischer Stammesführer
- Chris Hahn: deutsch-kanadischer Eishockeyspieler
- James Henderson: Künstler[23]
- Buffy Sainte-Marie: Musikerin und Aktivistin
- Eddie Shore: Eishockeyspieler[24][25]
- Noel Starblanket (Starblanket First Nation): indianischer Stammesführer

## Medien
- Es gibt eine örtliche Wochenzeitung, die Fort Qu’Appelle Times, die seit 2014 existiert.
- Über einen örtlichen Verstärker werden die Fernsehprogramme der CBC, von Global und von CTV gesendet.

## Film- und Fernsehproduktionen
- Der Film Mittendrin und voll dabei wurde in Fort Qu’Appelle und Umgebung sowie in Regina gedreht.
- Der CBC-Film Betrayed wurde in Fort Qu’Appelle und dem dortigen alten Krankenhaus gedreht.
- Die Fernsehserie Life Without Borders wurde hier produziert und gefilmt.